# Eilema kansuensis
Eilema kansuensis là một loài bướm đêm thuộc phân họ Arctiinae, họ Erebidae.